# Libro di gabelle
Un libro di gabelle era un registro dove si annotavano gli importi delle tasse sulle merci in entrata e uscita dalle porte di una città ("gabelle").
Diffusi a partire dal medioevo, sono gli antenati dei registri delle dogane. Vi si trovano le varie merci divise per campo, per tipologia (materie prime, semilavorati o prodotti finiti) con i relativi importi della tassazione.
Attraverso lo studio di questi documenti è possibile tracciare una completa storia dell'economia di una città e di valutare anche il pregio di alcune produzioni tecnico-artistiche rispetto ad altre, in base all'entità della gabella apposta.